# Kugeldenkmal (Hamburg)

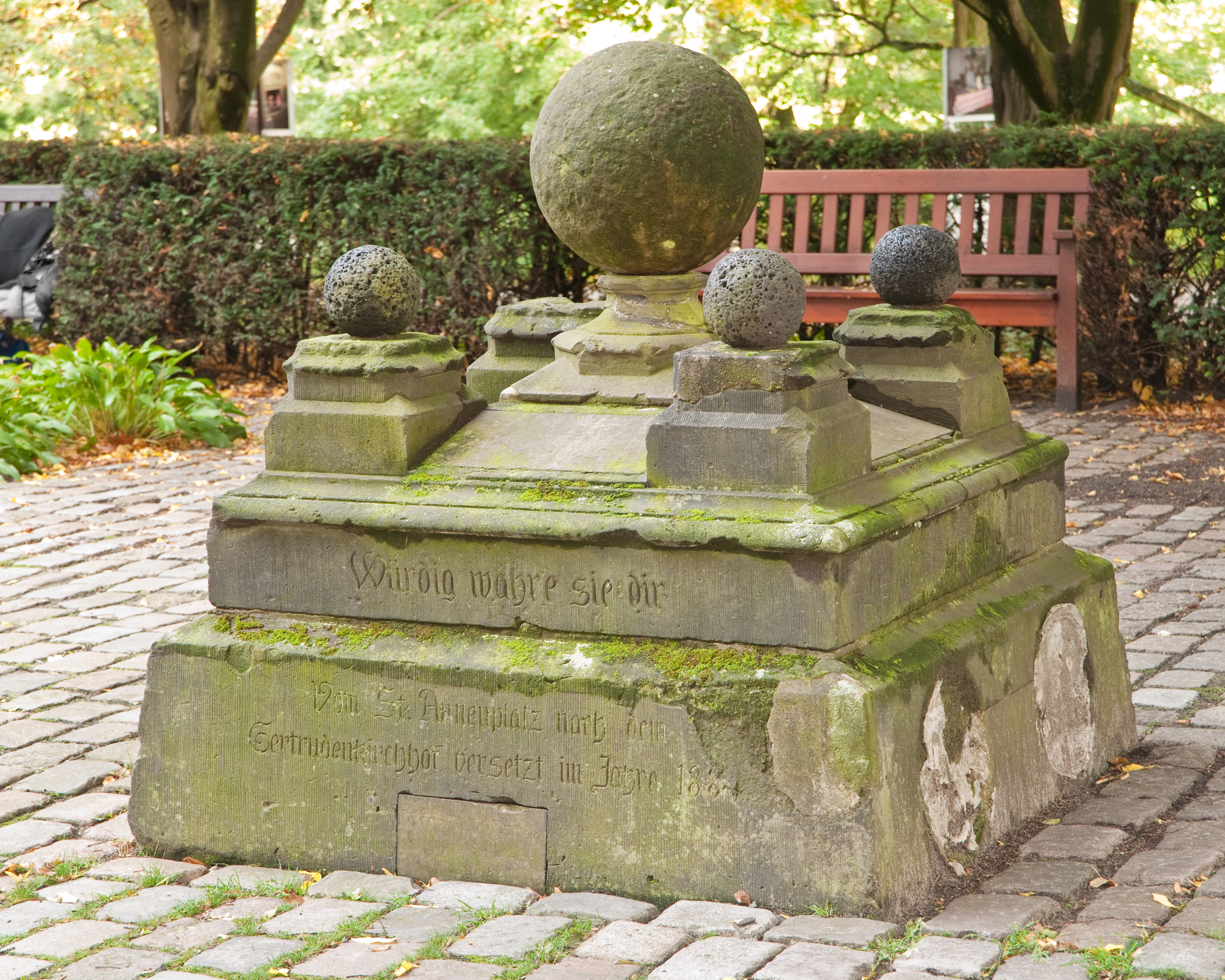
Kugeldenkmal im Schmuckgarten des Hamburg Museums

Das Kugeldenkmal in Hamburg ist das Rudiment eines Erinnerungsbaus an die Hamburger Franzosenzeit, insbesondere an die französische Belagerung und die Kämpfe um die Stadt im Mai 1813. Wie auch andere Kugeldenkmale in Deutschland wurde es geschaffen aus in Mauern stecken gebliebenen Kanonenkugeln. Erhalten geblieben ist ein Sandsteinquader in der Größe von 132 × 133 × 133 Zentimetern mit drei kleinen und einer großen Kugel, aufgestellt als Architekturfragment in dem in den Wallanlagen gelegenen Schmuckgarten an der Nordseite des Museums für Hamburgische Geschichte.

## Geschichte und Standorte
Das Denkmal ist nach dem Entwurf von Johann Hinrich Martin Brekelbaum entstanden, wurde finanziert mit privaten Spendengeldern und am Neustädter Neuenweg, dem späteren St.-Annen-Platz auf dem Wandrahm am 19. Mai 1878 enthüllt. Es handelte sich dabei um einen kirchturmartigen Aufbau über einem mehrstufigen Sockel, umgeben von einem schmiedeeisernen Gitterzaun. Eingearbeitet und aufgetürmt waren 65 Kugeln, die nach der Beschießung des Großen Grasbrooks durch die Franzosen erhalten geblieben waren, sowie 21 Kugeln, die noch aus der Belagerung der Dänen unter Christian V. im August 1686 stammten. Der Sockel des Denkmals trug die Inschrift „Freiheit haben Dir Hamburg die Väter tapfer errungen. Würdig wahre sie Dir bis auf das spät’ste Geschlecht!“ Es ist eine freie Übersetzung des Libertatem quam peperere, das in Hamburger Tradition über dem Portal des Rathauses angebracht ist.
Als die Wohnhäuser auf dem Wandrahm nach 1880 für die Errichtung der Speicherstadt abgerissen wurden, verlagerte man das Kugeldenkmal am 3. Dezember 1883 auf den Gertrudenkirchhof in die Altstadt. Während des Zweiten Weltkriegs wurde das Bauwerk weitgehend zerstört, fast alle Kanonenkugeln gingen verloren. Der Rest erhielt einen Platz beim Museum für Hamburgische Geschichte.

## Weitere Kugeldenkmale
Auf dem Hamburger Stadtgebiet findet sich ein weiteres Kugeldenkmal am Schwarzenberg in Harburg, eingeweiht am 9. Mai 1894. Es wurde unter Verwendung eines Teils der 200 Kugeln errichtet, die man nach der französischen Belagerung an der Harburger Zitadelle gefunden hatte.
Kugeldenkmäler im Gedenken an die Franzosenzeit und insbesondere die Völkerschlacht wurden zudem in Leipzig in der Marienvorstadt und in Möckern sowie in Görlitz errichtet.